# Diga di Hospitalet
La diga di Hospitalet è una diga a gravità situata in Svizzera, nel Canton Vallese, nel comune di Bourg-Saint-Pierre, sul versante del passo del Gran San Bernardo.

## Descrizione
Ha un'altezza di 21 metri e il coronamento è lungo 28 metri.
Il lago creato dallo sbarramento ha un volume massimo di 0,01 milioni di metri cubi, una lunghezza di circa 100 metri. Lo sfioratore ha una capacità di 18 metri cubi al secondo.
Le acque del lago vengono sfruttate dall'azienda che gestisce il traforo del Gran San Bernardo.